# Cantone di Douvres-la-Délivrande
Il Cantone di Douvres-la-Délivrande era una divisione amministrativa dell'arrondissement di Caen.
A seguito della riforma approvata con decreto del 17 febbraio 2014, che ha avuto attuazione dopo le elezioni dipartimentali del 2015, è stato soppresso.

## Composizione
Comprendeva i comuni di:
- Bernières-sur-Mer
- Cresserons
- Douvres-la-Délivrande
- Hermanville-sur-Mer
- Langrune-sur-Mer
- Lion-sur-Mer
- Luc-sur-Mer
- Mathieu
- Plumetot
- Saint-Aubin-sur-Mer